# Kingsmead (Cheshire)
Kingsmead est une paroisse civile du Cheshire, en Angleterre.